# Amphoe Sam Sung
Amphoe Sam Sung (Thai: อำเภอ ซำสูง) ist ein Landkreis (Amphoe – Verwaltungs-Distrikt) in der Provinz Khon Kaen. Die Provinz Khon Kaen liegt in der Nordostregion von Thailand, dem sogenannten Isan.

## Geographie
Benachbarte Landkreise (von Südwesten im Uhrzeigersinn): die Amphoe Mueang Khon Kaen, Nam Phong und Kranuan der Provinz Khon Kaen sowie die Amphoe Chuen Chom und Chiang Yuen der Provinz Maha Sarakham.

## Geschichte
Der „Zweigkreis“ (King Amphoe) Sam Sung wurde am 31. März 1994 eingerichtet, indem fünf Tambon vom Landkreis Kranuan abgetrennt wurden.
Am 15. Mai 2007 hatte die thailändische Regierung beschlossen, alle 81 King Amphoe in den einfachen Amphoe-Status zu erheben, um die Verwaltung zu vereinheitlichen. 
Mit der Veröffentlichung in der Royal Gazette „Issue 124 chapter 46“ vom 24. August 2007 trat dieser Beschluss offiziell in Kraft.

## Verwaltungseinheiten

### Provinzverwaltung
Der Landkreis Sam Sung ist in fünf Tambon („Unterbezirke“ oder „Gemeinden“) eingeteilt, die sich weiter in 35 Muban („Dörfer“) unterteilen.
| Nr. | Name      | Thai   | Muban | Einw. |
| --- | --------- | ------ | ----- | ----- |
| 1.  | Kranuan   | กระนวน | 06    | 5.280 |
| 2.  | Kham Maet | คำแมด  | 05    | 3.399 |
| 3.  | Ban Non   | บ้านโนน | 09    | 5.868 |
| 4.  | Khu Kham  | คูคำ    | 08    | 4.677 |
| 5.  | Huai Toei | ห้วยเตย | 07    | 4.423 |

### Lokalverwaltung
Es gibt eine Kommune mit „Kleinstadt“-Status (Thesaban Tambon) im Landkreis:
- Sam Sung (Thai: เทศบาลตำบลซำสูง), bestehend aus dem gesamten Tambon Kranuan.

Außerdem gibt es vier „Tambon-Verwaltungsorganisationen“ (องค์การบริหารส่วนตำบล – Tambon Administrative Organizations, TAO):
- Kham Maet (Thai: องค์การบริหารส่วนตำบลคำแมด)
- Ban Non (Thai: องค์การบริหารส่วนตำบลบ้านโนน)
- Khu Kham (Thai: องค์การบริหารส่วนตำบลคูคำ)
- Huai Toei (Thai: องค์การบริหารส่วนตำบลห้วยเตย)